# Link Click
Link Click (时光代理人S, Shíguāng dàilǐrénP lett. "Agenti del tempo") è una web serie cinese dònghuà scritta e diretta da Li Haoling e prodotta da LAN Studio con l'assistenza dello studio di Li, Haoliners Animation League.
La prima stagione è andata in onda dal 30 aprile 2021 al 9 luglio 2021 su Bilibili e Funimation. Ci sono stati un totale di 12 episodi, incluso un episodio speciale chiamato 5.5. Una seconda stagione è andata in onda dal 14 luglio 2023 al 22 settembre 2023 su Bilibili. Sono stati pubblicati anche diversi speciali con i personaggi disegnati in stile chibi.
Una stagione prequel è stata annunciata poco dopo la fine della seconda stagione, ed è stata trasmessa dal 27 dicembre 2024 al 31 gennaio 2025. Una terza stagione è prevista per il 2026.

## Trama
Cheng Xiaoshi e Lu Guang gestiscono Time Photo Studio e accettano le richieste dei clienti per sollevarli dai rimpianti. Attraverso una foto fornita dal cliente, Cheng Xiaoshi può viaggiare indietro nel tempo fino al momento in cui è stata scattata e assume l'identità del suo fotografo, con lui che assorbe i ricordi e le emozioni del fotografo nel processo. Allo stesso tempo, Lu Guang ha la capacità di tenere traccia degli eventi nel tempo e aiuta Cheng Xiaoshi a rivivere le esperienze del fotografo. I due lavorano a condizione di avere solo 12 ore con una sola possibilità di viaggiare nel tempo e trovare ciò che il loro cliente sta cercando, lasciando anche inalterati gli eventi del passato.

## Personaggi

### Personaggi principali
Cheng Xiaoshi (程小时S, Chéng XiǎoshíP)
Doppiato da: Su Shangqing (ed. cinese), Alessandro Germano (ed. italiana)
Il proprietario di Time Photo Studio. La sua capacità è quella di entrare nel mondo della fotografia e possedere una persona designata, e può controllare tutte le parole e le azioni di quella persona.
Lu Guang (陆光S, Lù GuāngP)
Doppiato da: Yang Tianxiang (ed. cinese), Davide Fumagalli (ed. italiana)
Un partner di Time Photo Studio. La sua capacità è quella di ripercorrere tutto ciò che è accaduto nel mondo della fotografia entro 12 ore dallo scatto della foto; dirige anche le azioni di Cheng Xiaoshi.

### Personaggi ricorrenti
Qiao Ling (乔苓S, Qiáo LíngP)
Doppiata da: Li Shimeng (ed. cinese), Federica Simonelli (ed. italiana)
Un agente e padrona di casa di Time Photo Studio che è anche l'amico d'infanzia di Cheng Xiaoshi.
Xiao Li (肖力S, Xiāo LìP)
Doppiato da: Tútè Hāméng (ed. cinese), Diego Baldoin (ed. italiana)
Il capo della polizia che chiede l'aiuto di Time Photo Studio per risolvere i crimini.
Qian Jin (钱进S, Qián JìnP)
Doppiato da: Wei Chao (ed. cinese)
Un misterioso avvocato che rappresenta Liu Jing ed è l'ex partner di polizia di Xiao Li.
Liu Jing (刘晶S, Liú JīngP)
Doppiato da: Lín Qiáng (ed. cinese), Gianluca Iacono (ed. italiana)
CEO di Quede Games e padre di Liu Min che richiede i servizi di Qian Jin.
Liu Min (刘旻S, Liú MínP)
Doppiato da: Sūn Lùlù (ed. cinese), Matteo De Mojana (ed. italiana)
Un uomo che sembra essere collegato a una serie di omicidi e figlio del CEO di Quede Games Liu Jing.
Emma / Wu Lihua (吴丽华S, Wú LìhuáP)
Doppiata da: Zhào Yìtóng (ed. cinese), Elisa Giorgio (ed. italiana)
Segretaria oberata di lavoro del CFO presso Quede Games (precedentemente) e cliente di Time Photo Studio.
Chen Bin (陈彬S, Chén BīnP)
Doppiato da: Xīng Cháo (ed. cinese)
Assistente poliziotto di Xiao Li.
Xu Shanshan (徐姗姗S, Xú ShānshānP)
Doppiata da: Zhào Shuǎng (ed. cinese), Giada Bonanomi (ed. italiana)
Una compagna di scuola di Qiao Ling, Cheng Xiaoshi e Lu Guang che va da loro in cerca di aiuto quando non riesce a ricordare cosa le ha detto Dong Yi quando era ubriaca.
Dong Yi (董易S, Dǒng YìP)
Doppiato da: Jīn Xián (ed. cinese)
L'amico di Xu Shanshan a cui piace uscire con lei e usa ogni scusa possibile per stare al suo fianco.
Yu Xia (予夏S, Yú XiàP)
Doppiata da: Qián Chēn (ed. cinese), Gea Riva (ed. italiana)
Cliente di Time Photo Studio che chiede loro di trovare l'ingrediente segreto per i noodles della sua amica Lin Zhen dopo che lei l'ha lasciata per ricominciare tutto.
Lin Zhen (林贞S, Lín ZhēnP)
Doppiato da: Niè Xīyìng (聂曦映) (ed. cinese)
L'amico più caro di Yu Xia e chef dei loro noodles. Ha finito per lasciare il fianco di Yu Xia dopo aver fatto i conti con il fatto che non le piaceva più fare i noodles che Yu Xia una volta apprezzava.
Chen Xiao (陈潇S, Chén XiāoP)
Doppiato da: Zhang Fuzheng (ed. cinese), Matteo Garofalo (ed. italiana)
Un cliente che cerca il Time Studio mentre chiede se possono semplicemente consegnare un messaggio ad alcune persone del suo passato il giorno di una partita di basket. Qiao Ling nota che sembra incredibilmente stanco e infelice.
Liu Lei (刘磊S, Liú LěiP)
Doppiato da: Gǔ Jiāngshān (ed. cinese)
Lu Hongbin (陆鸿斌S, Lù HóngbīnP)
Doppiato da: Guān Shuài (ed. cinese), Marco Benedetti (ed. italiana)
Doudou (豆豆S, Dòu DòuP)
Doppiata da: Zǐ Zǐ (ed. cinese), Martina Tamburello (ed. italiana)
Un ragazzo che viene rapito. Il Time Photo Studio cerca indizi per garantire il salvataggio del ragazzo.

## Media

### Donghua
La prima stagione della serie donghua è stata pubblicata su Bilibili e Funimation dal 30 aprile al 9 luglio 2021. La direzione è stata affidata a Li Haoling, mentre il character design originale è stato curato da INPLICK. La direzione artistica è stata realizzata da Tanji Takumi, Asami Tomoya e Zhu Lipiao, con la fotografia diretta da Sanjou Yasuka e l'animazione principale gestita da LAN Studio. La sigla di apertura della prima stagione è Dive Back in Time di 白鲨JAWS, mentre la sigla di chiusura è OverThink di Fàn Kǎ. Sono state pubblicate versioni alternative di Dive Back in Time, cantata da bicaso (un progetto vocale di Sony Music Entertainment Japan) insieme a Gen Kakon, e OverThink, cantata da bicaso con Eaeran. Queste versioni sono state utilizzate anche nella versione doppiata giapponese. L'album della colonna sonora, composto da vari artisti, è stato pubblicato il 20 agosto 2021 da Bilibili.
Tra il 27 agosto 2021 e il 10 novembre 2022 sono stati pubblicati anche diversi speciali con i personaggi disegnati in stile chibi.
Alla fine dell'episodio 11, è stata annunciata una seconda stagione. Quest'ultima è stata pubblicata dal 14 luglio al 22 settembre 2023. Per la seconda stagione, la sigla di apertura è Vortex di 白鲨JAWS, mentre la sigla di chiusura è The Tides, cantata da Fàn Kǎ e 白鲨JAWS. La canzone Vortex presenta un testo invertito, una scelta voluta dallo sceneggiatore e regista Li Haoling per riflettere il tema dell'inversione del tempo.  La musica per la seconda stagione è stata composta da diversi artisti, e l'album della colonna sonora è stato pubblicato per la prima volta il 30 settembre 2023. Una riedizione successiva, pubblicata il 15 gennaio 2024, include ulteriori canzoni di apertura, chiusura, inserto e promozionali.
Il doppiaggio inglese è stato pubblicato su Crunchyroll l'8 agosto 2022. Il doppiaggio italiano della prima stagione è stato pubblicato sulla medesima piattaforma dal 17 gennaio al 4 aprile 2023, mentre quello della seconda dal 22 settembre al 27 ottobre 2023.

#### Episodi

##### Prima stagione
| Nº serie | Nº  | Titolo italiano Titolo cinese 「Hanzi」 - Pinyin                        | In onda        | In onda          |
| Nº serie | Nº  | Titolo italiano Titolo cinese 「Hanzi」 - Pinyin                        | Giapponese     | Italiano         |
| 1        | 1   | Emma 「EMMA」                                                           | 30 aprile 2021 | 17 gennaio 2023  |
| 2        | 2   | La ricetta segreta 「秘方」 - Mì fāng                                   | 30 aprile 2021 | 24 gennaio 2023  |
| 3        | 3   | Dovete perdere, non vincere 「只许输，不准赢」 - Zhīxǔ shū，bùzhǔn yíng | 7 maggio 2021  | 31 gennaio 2023  |
| 4        | 4   | Dichiarazione d'amore 「告白」 - Gàobái                                 | 14 maggio 2021 | 7 febbraio 2023  |
| 5        | 5   | Addio 「告别」 - Gàobié                                                 | 21 maggio 2021 | 14 febbraio 2023 |
| 5.5      | 5.5 | La lotta per la sposa 「比武招亲」 - Bǐ wǔ zhāo qīn                     | 28 maggio 2021 | 21 febbraio 2023 |
| 6        | 6   | Il bambino scomparso 「寻子」 - Xún zǐ                                  | 4 giugno 2021  | 28 febbraio 2023 |
| 7        | 7   | Zia Mei 「梅姨」 - Méi yí                                               | 11 giugno 2021 | 7 marzo 2023     |
| 8        | 8   | Segnale perso 「错失的讯号」 - Cuòshī de xùnhào                         | 18 giugno 2021 | 13 marzo 2023    |
| 9        | 9   | Una brutta fine? 「善意的恶果」 - Shànyì de èguǒ                        | 25 giugno 2021 | 20 marzo 2023    |
| 10       | 10  | La trappola 「圈套」 - Quāntào                                          | 2 luglio 2021  | 28 marzo 2023    |
| 11       | 11  | Culmine della luce 「带着光的人」 - Dài zhuó guāng de rén               | 9 luglio 2021  | 4 aprile 2023    |

##### Seconda stagione
| Nº serie | Nº | Titolo italiano Titolo cinese 「Hanzi」 - Pinyin                                     | In onda           | In onda           |
| Nº serie | Nº | Titolo italiano Titolo cinese 「Hanzi」 - Pinyin                                     | Giapponese        | Italiano          |
| 12       | 1  | In caduta 「坠落」 - Zhuìluò                                                         | 14 luglio 2023    | 22 settembre 2023 |
| 13       | 2  | Incursione notturna 「夜袭」 - Yè xí                                                 | 14 luglio 2023    | 22 settembre 2023 |
| 14       | 3  | Due funerali 「两场葬礼」 - Liǎngcháng zànglǐ                                        | 21 luglio 2023    | 29 settembre 2023 |
| 15       | 4  | Le persone nelle foto 「照片中的她们」 - Zhàopiàn zhōng de tāmén                     | 28 luglio 2023    | 29 settembre 2023 |
| 16       | 5  | L'ultima cena 「最后的晚餐」 - Zuìhòu de wǎncān                                      | 4 agosto 2023     | 6 ottobre 2023    |
| 17       | 6  | Li Tianxi 「李天希」 - Lǐ Tiān Xī                                                    | 11 agosto 2023    | 6 ottobre 2023    |
| 18       | 7  | Guerriglia urbana 「巷战」 - Xiàng zhàn                                              | 18 agosto 2023    | 13 ottobre 2023   |
| 19       | 8  | Ostaggio 「人质」 - Rénzhì                                                           | 25 agosto 2023    | 13 ottobre 2023   |
| 20       | 9  | Tre storie 「三个故事」 - Sāngè gùshì                                                | 1º settembre 2023 | 20 ottobre 2023   |
| 21       | 10 | Improvvisazione 「即兴演出」 - Jíxīng yǎnchū                                         | 8 settembre 2023  | 20 ottobre 2023   |
| 22       | 11 | Confronto 「对峙」 - Duìzhì                                                          | 15 settembre 2023 | 27 ottobre 2023   |
| 23       | 12 | Non posso vivere senza un bravo fratello 「不能没有好哥哥」 - Bùnéng méiyǒu hǎo gēgē | 22 settembre 2023 | 27 ottobre 2023   |

##### Seconda stagione: Bridon Arc
| Nº serie | Nº | Titolo italiano Titolo cinese 「Hanzi」 - Pinyin                                                                   | In onda          | In onda  |
| Nº serie | Nº | Titolo italiano Titolo cinese 「Hanzi」 - Pinyin                                                                   | Giapponese       | Italiano |
| 24       | 1  | Di conseguenza, il tempo ha ricominciato a scorrere 「于是时间再次开始流转」 - Yúshì shíjiān zàicì kāishǐ liúzhuǎn | 27 dicembre 2024 | -        |
| 25       | 2  | Preludio 「序幕」 - Xùmù                                                                                           | 3 gennaio 2025   | -        |
| 26       | 3  | Loro 「他们」 - Tāmen                                                                                              | 10 gennaio 2025  | -        |
| 27       | 4  | And then there were none 「无人生还」 - Wú rén shēnghuán                                                           | 17 gennaio 2025  | -        |
| 28       | 5  | Riunione 「重逢」 - Chóngféng                                                                                      | 24 gennaio 2025  | -        |
| 29       | 6  | Puzzle 「迷局」 - Míjú                                                                                             | 31 gennaio 2025  | -        |

### Audio drama
Un adattamento audio drama è stato pubblicato su 猫耳S, Māo ěrP FM (lett. "Orecchie di gatto FM") il 10 novembre 2022 ed è andato in onda ogni giovedì. La prima stagione è composta da 12 episodi della durata di circa 30 minuti ciascuno.

### Live-action
Un adattamento live-action è stato annunciato il 17 giugno 2023. La serie è disponibile su Bilibili e YouTube, con Jiang Long nei panni di Cheng Xiaoshi e Bi Wenjun nei panni di Lu Guang.

### Musical
Un adattamento musicale teatrale è stato annunciato l'8 agosto 2023, ed è andato in scena il 10 novembre 2023.

## Accoglienza
Recensendo la prima stagione per /Film, Rafael Motamayor ha elogiato l'animazione, la musica e la capacità della serie di creare tensione. Motamayor ha descritto Link Click come "un'affermazione di vita" e "una sensazione fresca e nuova".